# ASM Vénissieux
 La Asociación Deportiva Vénissieux es un club de fútbol francés fundado en 1969. Se basan en la localidad de Vénissieux y su estadio es el Laurent Gerin. Actualmente juega en el Championnat de France Amateur 2 Grupo D y en la temporada 2012-13 ha conseguido llegar a octavos de final de la Copa de Francia.
- Datos: Q2819509